# Théologie orthodoxe

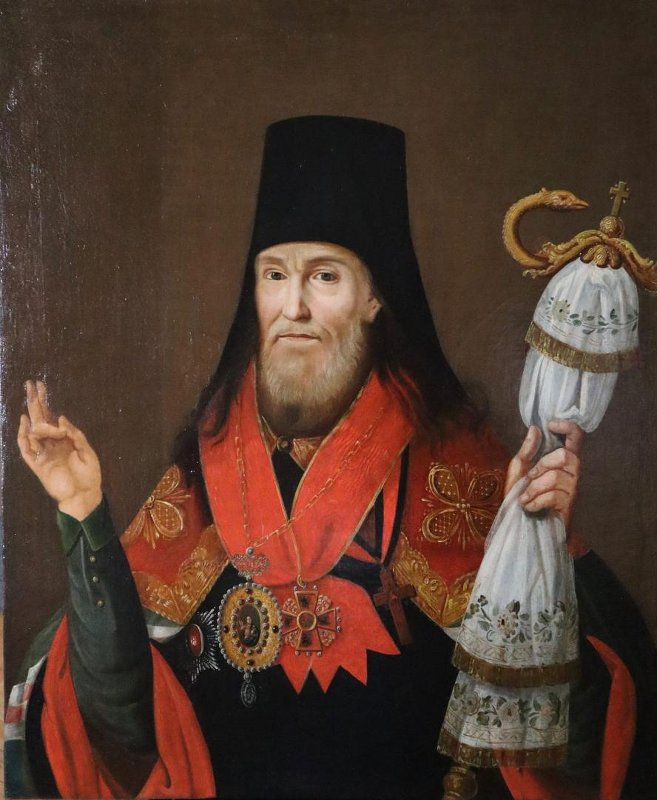
Athanase Korchanov

La théologie orthodoxe est l'ensemble de la doctrine et de la spiritualité de confession chrétienne orthodoxe résultant du symbole de Nicée, des sept premiers conciles et initialement développée dans l'Empire byzantin par les théologiens et philosophes des « États grecs » au Moyen Âge comme saint Grégoire Palamas, et par les écrivains et poètes au XIXe siècle en Russie, comme Vladimir Soloviev.
Depuis l'époque de la Grande Grèce, le grec était connu en Italie ce qui a facilité à la Renaissance, notamment à l'occasion du Concile de Bâle-Ferrare-Florence-Rome, la diffusion de cette théologie et d'autres connaissances par les savants et les lettrés byzantins.

## Vie après la mort

### Péages
Selon la théologie orthodoxe, après la mort du corps l'âme reste consciente, vivante, et reste deux jours à errer sur la terre dans les lieux où elle a vécu. Le troisième jour, elle passe par les postes de péage : « Ainsi, pendant les quarante jours qui précèdent l’attribution à l’âme du défunt de ce qui sera son séjour provisoire jusqu’à la Parousie, les démons présentent tout ce qu’elle a pu commettre comme fautes durant sa vie terrestre ; son seul recours est alors le repentir qu’elle a manifesté pour les péchés qui lui sont reprochés, les bonnes œuvres qu’elle a accomplies durant sa vie terrestre et l'intercession de l’Église et des saints. La prière pour les défunts revêt ainsi, dès le moment de leur mort, une grande importance ; elle protège l’âme et la défend contre les entreprises des démons. »
L'existence des péages est cependant contestée par certains orthodoxes,.

### Paradis et Enfer
Ensuite, si l'âme parvient à passer les postes de péage elle se retrouve dans le Paradis, « ou le sein d'Abraham, dans ce "lieu de lumière, de rafraîchissement et de repos, où il n’y a ni douleur, ni larmes" mais où l’âme, au contraire, jouit en compagnie des saints d’un bonheur ineffable » ; cependant, la béatitude des âmes « ne sera parfaite qu’au jour du retour du Christ et de la résurrection finale ». Si l'âme ne parvient pas à passer les postes de péage, elle se retrouve en Enfer, « un lieu de souffrance où [les damnés] sont tourmentés par les démons ». Cet Enfer et ce Paradis sont un même endroit, « [i]ls signifient deux situations (façons) différentes, qui proviennent de la même source incréée, et sont perçues par l'homme comme deux expériences différentes. »[Passage contradictoire (Est-ce un ressenti, ou est-ce un lieu où on est torturé par des démons ?)]. Ou, plus précisément, ils sont la même expérience, sauf qu’ils sont perçus différemment par l’homme, selon l’état interne de l’homme. Après le retour de Jésus, les personnes se trouvant en situation d'Enfer et celles ainsi que celles dans la situation de Paradis percevront le Christ dans sa lumière divine incréée : pour l'éternité, ceux dans l'Enfer verront le Christ comme un enfer et ceux dans le Paradis verront le Christ comme un paradis. « Par conséquent, le paradis et l'enfer ne sont pas une récompense ou une punition (condamnation), mais la manière dont nous expérimentons individuellement la vue du Christ, en fonction de l'état de notre cœur. Dieu ne punit pas en substance, bien que, à des fins éducatives, les Écritures mentionnent la punition. […] La condition de l’homme (pur-impur, repentant-impénitent) est le facteur qui détermine l’acceptation de la Lumière comme "paradis" ou "enfer" ».
Selon les Orthodoxes, presque n'importe quelle âme condamnée peut sortir de l'Enfer grâce aux prières de l'Église tant que le Christ n'est pas revenu. En effet, « [l]a pensée commune de l'Église ancienne est en effet qu’avant le jugement dernier, les damnés peuvent être sauvés, mais cela, uniquement grâce à la prière des membres de l'Église terrestre ». L'exception est pour ceux qui « ont commis des fautes d'une extrême gravité et sont morts dans l'impénitence finale : meurtriers, apostats, hérétiques, adultères, fornicateurs » qui resteront bloqués en Enfer.